# 童蒙吉
童蒙吉（16世紀—16世紀），字子順，浙江杭州府臨安縣人，明朝政治人物。

## 生平
童蒙吉博學而崇尚義理，自歲貢生中式嘉靖二十五年（1546年）丙午科順天鄉試舉人，曾暗中救助被冤枉為不孝者，後授如皋知縣，勸阻上級為逢迎首輔而增加地方田賦，又平反遭誣陷為盜賊的十多人，並創立望江樓、二烈祠，禁止帶辦泰興周家橋兵夫銀收取五百兩，同時編修縣志，得縣民稱為一時善政，離任時有千多人請求他留任，並建崇德樓祭祀。致仕回鄉後，童蒙吉設立睦族亭、設置義產資助貧窮士子，捐金疏通儒學的泮池，事件記載到學碑記中，又數次舉鄉飲大賓，著有《頤貞稿》。

## 引用
1. 1 2  宣統《臨安縣志·卷七·人物志》：童蒙吉 字子順，博學尚義，以明經貢春官，領嘉靖丙午鄉試，南歸下帷卒業，絕不通判邑侯，時有橫被不孝者，蒙吉知其冤為釋出之，受誣者不知也。初任如皋令，田賦稍輕，當路希宰相旨欲增額，吉毅然不可事遂寢，又嘗出誣盜十餘輩，尋陞潮陽通判，攀轅者千餘人，崇德樓祀之。致仕居鄉設睦族亭，置義產資貧讀者，儒學泮池湫窄，捐金濬之，載學碑記，舉鄉飲大賓數次，所著有《頤貞稿》藏於家。
2. ↑  乾隆《如皋縣志·卷二十五·名宦志》：童蒙吉，浙江臨安舉人，莅事通敏，濟以寬和，創望江樓、二烈祠，又申革帶辦泰興周家橋兵夫銀五百兩有奇；邑初無志，蒙吉創為之，皆一時善政云。